# Pavullo nel Frignano
Pavullo nel Frignano is een gemeente in de Italiaanse provincie Modena (regio Emilia-Romagna) en telt 16.083 inwoners (31-12-2004). De oppervlakte bedraagt 144,1 km², de bevolkingsdichtheid is 104 inwoners per km².
De volgende frazioni maken deel uit van de gemeente: Vedi, Olina elenco, Camatta.

## Impressie

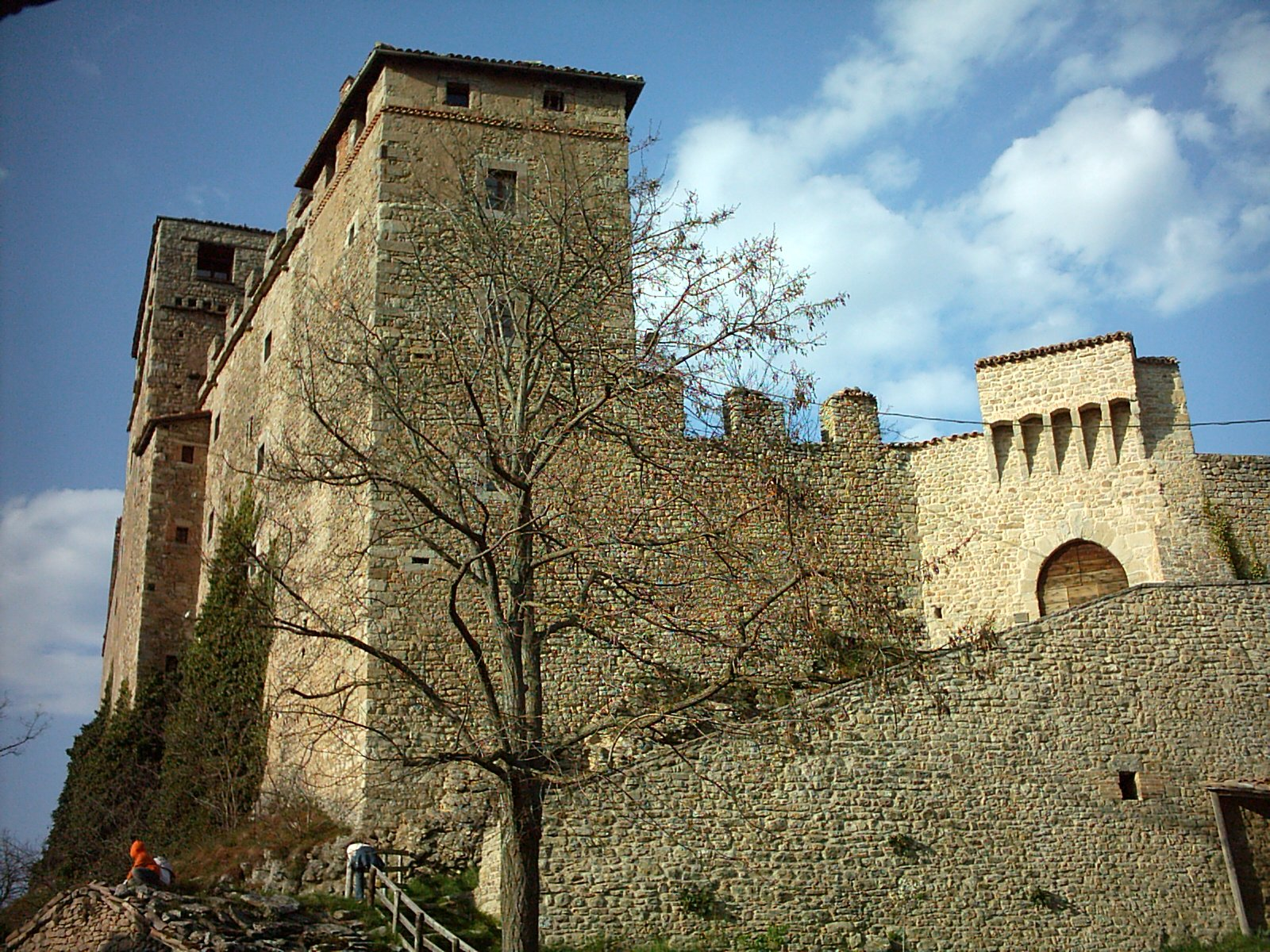
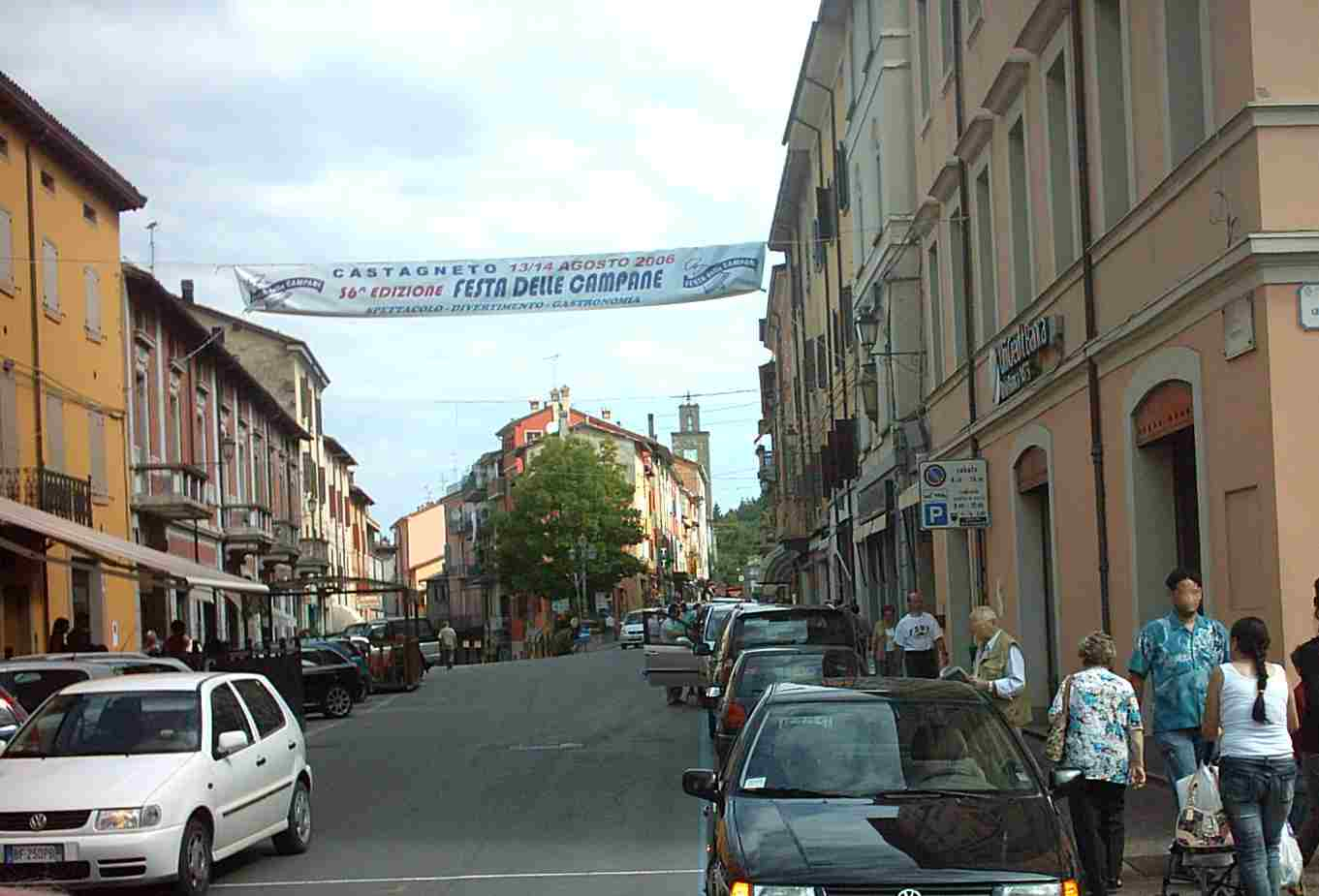
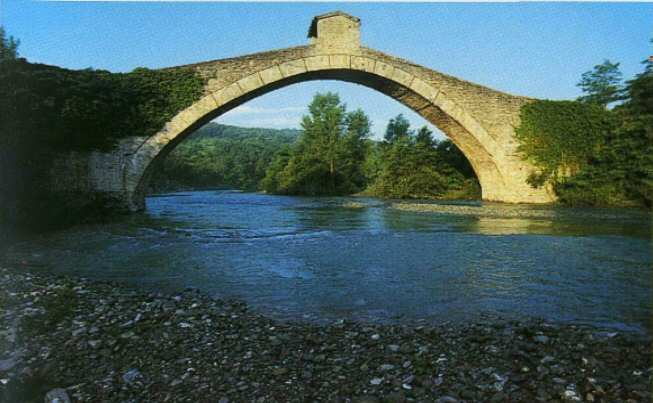

## Demografie
Pavullo nel Frignano telt ongeveer 6573 huishoudens. Het aantal inwoners steeg in de periode 1991-2001 met 13,0% volgens cijfers uit de tienjaarlijkse volkstellingen van ISTAT.
| Jaar | Inwoneraantal |
| ---- | ------------- |
| 1991 | 13.379        |
| 2001 | 15.119        |

## Geografie
De gemeente ligt op ongeveer 682 m boven zeeniveau.
Pavullo nel Frignano grenst aan de volgende gemeenten: Guiglia, Lama Mocogno, Marano sul Panaro, Montecreto, Montese, Polinago, Serramazzoni, Sestola, Zocca.

## Geboren
- Raimondo Montecuccoli (1609-1680), veldheer
- Luca Toni (1977), voetballer
- Luca Covili (1997), wielrenner
- Martina Lenzini (1998), voetbalspeelster